# Лукашкин Яр
Лука́шкин Яр (рос. Лукашкин Яр) — село у складі Александровського району Томської області, Росія. Адміністративний центр Лукашкин-Ярського сільського поселення.

## Населення
Населення — 413 осіб (2010; 566 у 2002).
Національний склад (станом на 2002 рік):
- росіяни — 68 %
- німці — 14 %
- ханти — 14 %